# Односи Србије и Монголије
Односи Србије и Монголије су инострани односи Републике Србије и Монголије.

## Билатерални односи
Дипломатски односи са Монголијом су успостављени 1956. године.
Амбасада Републике Србије у Пекингу (Кина) радно покрива Монголију.

### Политички односи
- МИП Монголије Л. Болд на позив МСП И. Мркића боравио у званичној посети Р. Србији, 7-10. новембра 2013.г. Том приликом је имао сусрете са ПВ И. Дачићем, МСП И. Мркићем и градоначелником Новог Сада М. Вучевићем.
- МСП И. Мркић посетио је 27-30.04.2013. Монголију, ради учешћа на министарском састанку Заједница демократија када је имао сусрете са ПР Елбегдоржом, МИП Болдом, мин. енергетике Сономпилом и др.[1]

### Економски односи
- У 2020.г. извоз из РС је износио 430.000 УСД, док је увоз из Монголије  био занемарљив.
- У 2019.г. обим размене је износио 862.000 УСД (увоз се свео на статистичку грешку).
- У 2018.г. извоз из Србије је вредео 200.000 УСД, док је увоз из Монголије износио 35.000 долара.[3][4]

### Некадашњи дипломатски представници

#### У Улан Батору
- Василије Васиљевић, амбасадор, 1990—
- Димитрије Кривокапић, амбасадор, 1986—1989.
- Радован Смиљанић, амбасадор, 1981—1985.
- Душан Вукићевић, амбасадор, 1977—1981.
- Драго Новак, амбасадор, 1974—1977.
- Владимир Миловановић, амбасадор, 1970—1974.
- Стане Колман, амбасадор, 1967—1970.

#### У Београду
- Чулундорж Дашдавагин, амбасадор
- Ричин Лодонгин, амбасадор
- Шагдарсерен Пунцагијн, амбасадор, 1978—1980.
- Адилбиш Дашин, амбасадор
- Ојуни Хосбахара, амбасадор
- Дорж Батин, амбасадор, 1966—1968.